# Dactylellina candida
Dactylellina candida är en svampart som först beskrevs av Christian Gottfried Daniel Nees von Esenbeck, och fick sitt nu gällande namn av Yan Li 2005. Dactylellina candida ingår i släktet Dactylellina och familjen vaxskålar.   Inga underarter finns listade i Catalogue of Life.